# قرار مجلس الأمن التابع للأمم المتحدة رقم 480
قرار مجلس الأمن التابع للأمم المتحدة رقم 480، الذي اتخذ بالإجماع في 12 نوفمبر 1980، بعد أن أشار إلى وفاة قضاة محكمة العدل الدولية ريتشارد باكستر وصلاح الدين ترزي، قرر المجلس أن الانتخابات على المقعدين الشاغرين الأثنين في محكمة العدل الدولية سيتم في 15 يناير 1981 في مجلس الأمن والجمعية العامة.